# Casnovia
Casnovia is een plaats (village) in de Amerikaanse staat Michigan, en valt bestuurlijk gezien onder Kent County en Muskegon County.

## Demografie
Bij de volkstelling in 2000 werd het aantal inwoners vastgesteld op 315.
In 2006 is het aantal inwoners door het United States Census Bureau geschat op 311, een daling van 4 (-1,3%).

## Geografie
Volgens het United States Census Bureau beslaat de plaats een oppervlakte van
2,8 km², geheel bestaande uit land. Casnovia ligt op ongeveer 247 m boven zeeniveau.

## Plaatsen in de nabije omgeving
De onderstaande figuur toont nabijgelegen plaatsen in een straal van 20 km rond Casnovia.